# Taborberg (Bodanrück)
Der Taborberg oder Tabor (früher Homberg genannt) beim Stadtteil Wollmatingen der Stadt Konstanz im baden-württembergischen Landkreis Konstanz ist eine 473,5 m ü. NHN hohe Bergkuppe auf dem Bodanrück am Bodensee.

## Geographie

### Lage
Der Taborberg liegt im südöstlichen Teil des Bodanrücks, einem Molasserücken, der den Bodensee in Obersee und Untersee teilt. Der Berg gehört zum Stadtteil Wollmatingen der Stadt Konstanz und liegt nördlich des Stadtteils Fürstenberg. Er ist mit Ausnahme eines Sektors in Richtung Nordwesten vollständig bewaldet. Der nächste Punkt, der höher als der Taborberg ist, ist der Langert, etwa 0,6 km nordöstlich.
Bei der Bergkuppe handelt es sich um einen eiszeitlichen Drumlin. Mit einer Grundfläche von etwa 900 m × 350 m ist dieser tropfenförmig und nach Nordwesten ausgerichtet.

### Berghöhe
In topographischen Karten ist für den Taborberg eine Höhe von 473,3 m in anderen Kartenwerken von 472 m angegeben.

## Geschichte

### Entstehung des Namens
Früher hieß der Berg Homberg, 1831 wurde er als Anlehnung an den biblischen Berg Tabor in Israel in Taborberg umbenannt.

„Den Namen Taborberg hat der ehemalige Homberg von Pfarrer Mietinger. Nach einer Pilgerreise verglich er die Schönheit des Blicks mit der Aussicht von dem biblischen Berg der Verklärung – statt Jordan und die Berge des Libanons, Rhein und Bodensee sowie Alpen.“

Der alte Name kommt aber noch in topographischen Namen vor, so heißt beispielsweise der Weg, der südlich und westlich des Taborbergs entlangführt, Am Homberg.

### Tabortürme
Im Jahr 1881 errichtete der Verschönerungsverein Konstanz einen festen Turm auf der Bergkuppe, der 1947 durch einen Brandanschlag zerstört wurde.
1981 wurde der Turm dank der Taborinitiative-FWG wieder aufgebaut, nachdem über 100.000 DM Spendengelder eingesammelt worden waren. Dieser Turm musste 2002 wegen Einsturzgefahr gesprengt werden.
Für einen eventuellen Neubau haben unter anderem Studenten der Fachhochschule Konstanz Pläne entwickelt.